# Hagnéric
Hagnéric (ou Chagnéric) est un leude burgonde qui vit vers la fin du VIe siècle. Il est maire du palais des rois Thibert II et Thierry II. Il porte le titre de comte de Meaux.

## Biographie
Hagnéric est le père de saint Walbert, abbé de Luxeuil ; de Cagnoald, évêque de Laon, saint Faron, évêque de Meaux  et de sainte Fare (Burgundofara). Il cède à celle-ci des terres à Evoriacum, où elle fonde l'abbaye de Faremoutiers.
Il accueille saint Colomban à son arrivée dans le pays, et le mène dans le diocèse de Soissons où celui-ci rencontre la famille de saint Ouen.

## Possessions
Le village de Germigny-l'Évêque fait partie de terres d'Hagnéric